# Matuškové

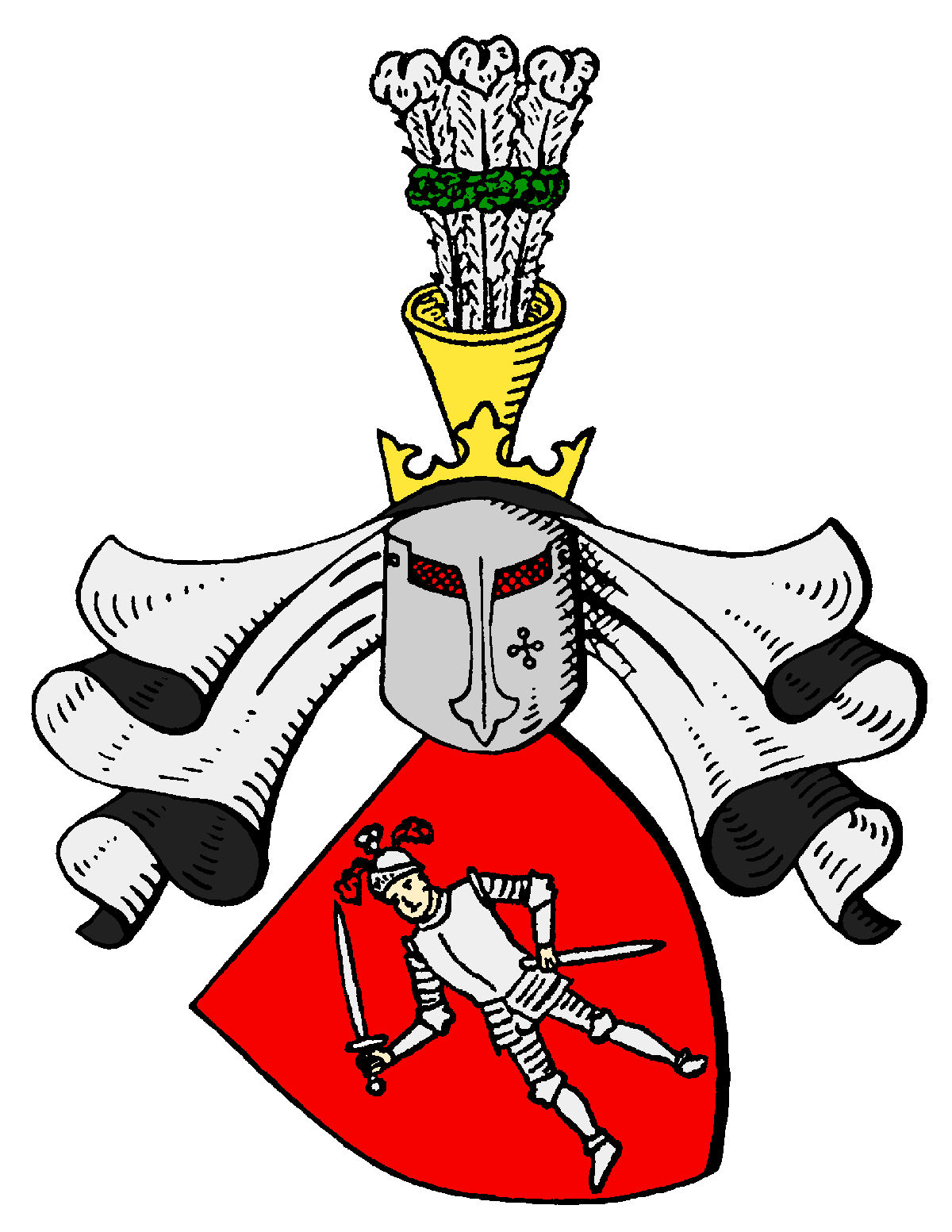
Erb Matušků

Matuškové (německy Matuschka, polsky Matuszki) je středoevropský šlechtický rod jihočeského původu, známý od 13. století. Kolem roku 1360 Matuškové získali Lazníky na Moravě, později měli majetek i na dnešním Slovensku (psali se i „z Topolčan“ či „von Topolczan“), ve Slezsku a Německu. Roku 1747 získali hraběcí titul. Rod se během dob rozdělil na několik větví. K známým představitelům rodu patří například botanik Heinrich Gottfried von Mattuschka (botanická zkratka Matt), pruský generál Guido von Matuschka, geolog a politik Franz von Matuschka nebo roku 1944 popravený odpůrce nacistického režimu Michael von Matuschka.